# Peyre (Landes)
Peyre település Franciaországban, Landes megyében. Lakosainak száma 237 fő (2022. január 1.). Peyre Castelner, Mant, Monget, Monségur, Morganx, Poudenx és Saint-Médard községekkel határos.

## Népesség
A település népességének változása:
| Lakosok száma | 267  | 229  | 216  | 198  | 256  | 254  | 242  | 233  | 230  | 237  |
|               | 1968 | 1982 | 1990 | 2006 | 2013 | 2015 | 2017 | 2019 | 2020 | 2022 |